# Octave Gallian
Octave Gallian né le 21 juillet 1855 à Toulon et mort le 10 janvier 1918 à Paris (17ème arrondissement), est un peintre français.

## Biographie
Octave Gallian est le fils d'un commerçant toulonnais. Son grand-père paternel est originaire de Châteaudauphin (Piémont). Il passe sa jeunesse à Toulon dans un milieu aisé, manifestant très tôt des dons pour le piano et le violon, mais c'est la peinture vers laquelle il se tournera.
Il étudie à Paris à l'École des beaux-arts et à l'Académie Julian avec Jules Lefebvre, Gustave Boulanger et Charles Ginoux.
Il installe son atelier au faubourg Saint-Honoré où il pratique l'art du portrait, surtout féminin, mais il retourne souvent vers les paysages provençaux de sa jeunesse entre Toulon et Martigues. Il est membre de l'atelier des beaux-arts de Toulon. En 1887, il reçoit la commande de deux panneaux décoratifs pour l'escalier du musée d'Art de Toulon (Pêcheur provençal et Vanneuse) qui seront détruits dans un bombardement durant la Seconde Guerre mondiale.
Gallian meurt en son domicile parisien au 34, rue Pierre-Demours le 10 janvier 1918. Il est inhumé le 14 janvier au cimetière parisien de Saint-Ouen.

## Salons et expositions
Octave Gallian expose au Salon des artistes français entre 1878 et 1905. Il y obtient une mention honorable en 1884 pour Une bouée, rade de Toulon ; ce tableau, no 995 du catalogue, est acquis par l'État qui en fait don au musée de la Castre à Cannes.Délaissant un temps le Salon officiel, il fréquente celui de la Société nationale des beaux-arts de 1891 à 1894. Il participe également aux expositions des Amis des arts de Toulon, notamment en 1902 avec Le Castellet et La Baie des Anges.

## Œuvres dans les collections publiques
- Angoulême, musée d'Angoulême : Portrait de Raoul Verlet.
- Martigues, musée Ziem : L'Atelier de Ziem à Martigues.
- Toulon :
  - musée d'Art de Toulon : 
    - Une bouée, rade de Toulon, huile sur toile, 148 × 252 cm[7] ;
    - Mlle Carle, huile sur toile, 150 × 93 cm[8] ;
    - Marie Chabaud, huile sur toile, 140 × 90 cm[9] ;
    - Jeune Fille assise au Mourillon, huile sur toile, 40 × 32 cm[9] ;
    - Femme à la sellette, huile sur toile, 55 × 38 cm[10] ;
    - Femme de profil devant la mer, huile sur toile, 55 × 38 cm[10].

  - musée national de la Marine.

Œuvres d'Octave Gallian
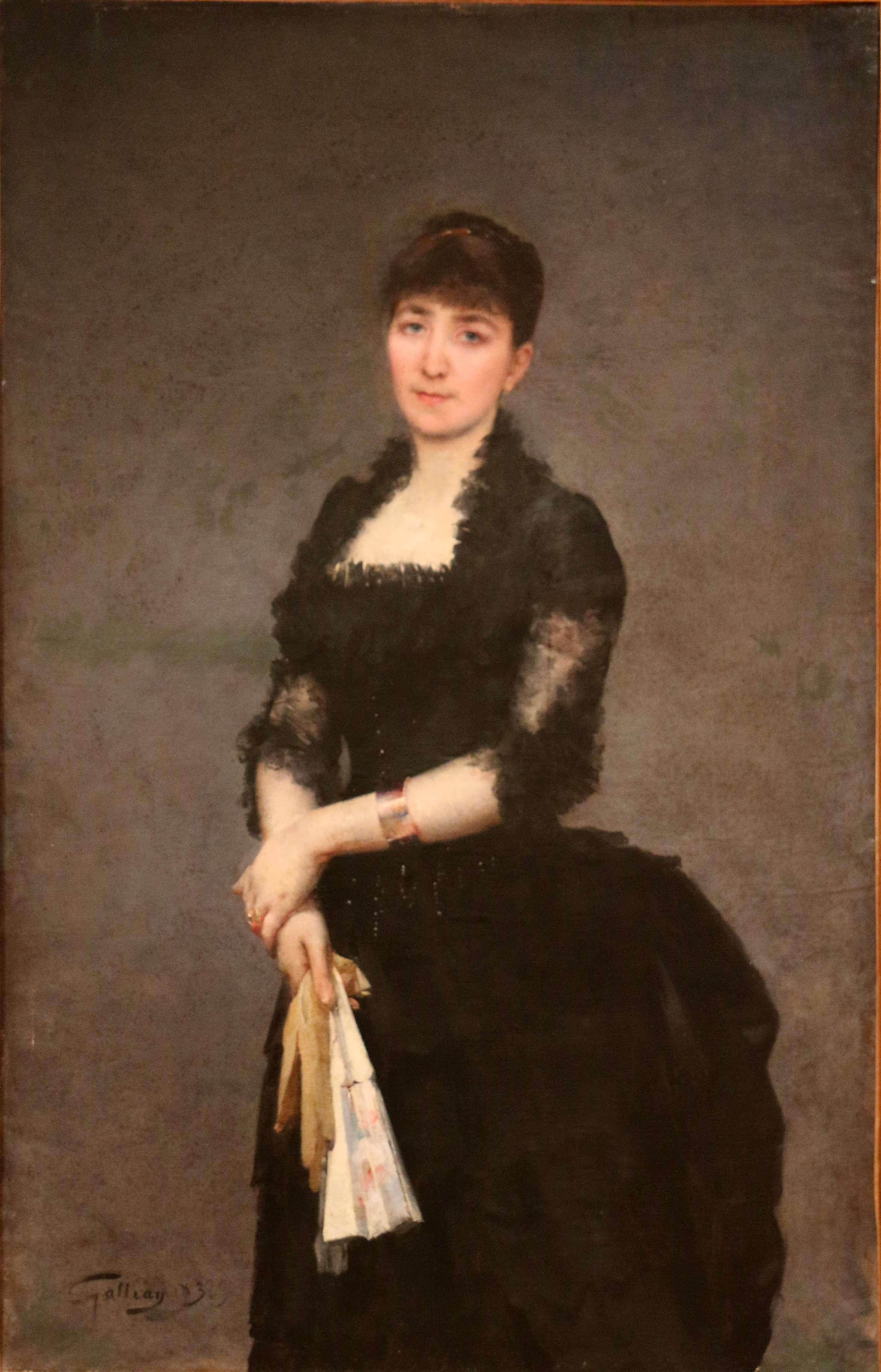
Portrait de Marie Chabaud, musée d'Art de Toulon.
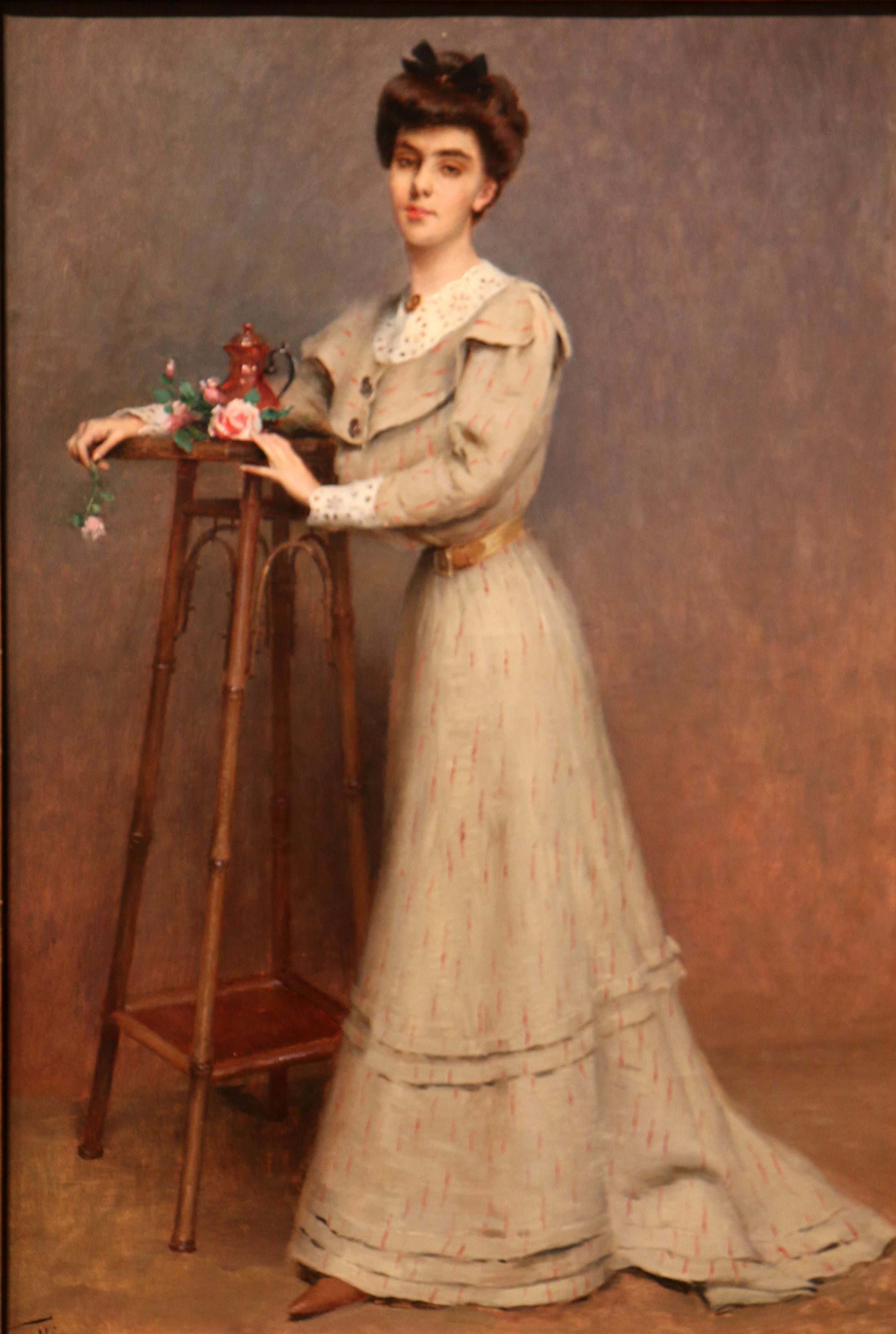
Femme à la sellette, musée d'Art de Toulon.
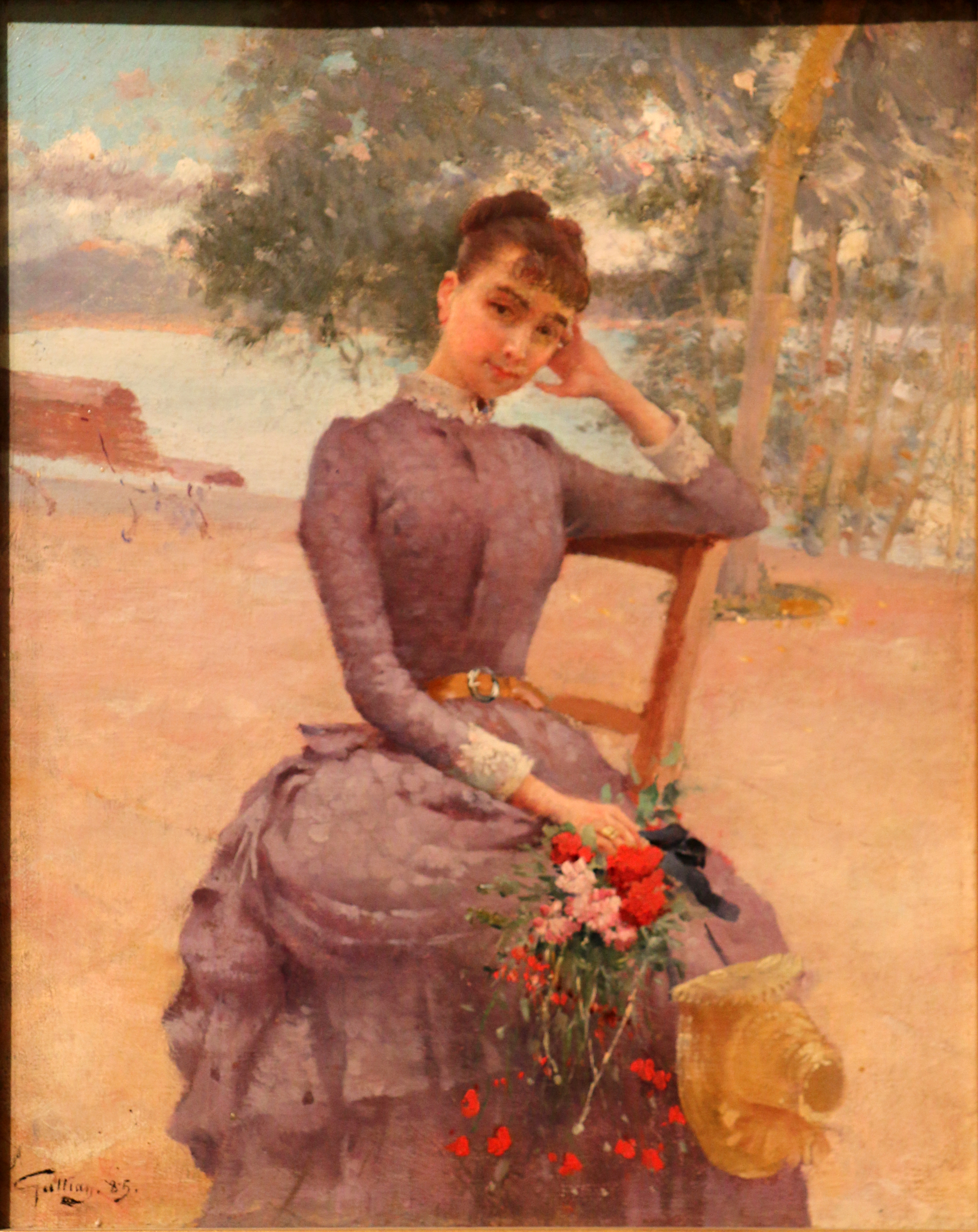
Jeune Fille assise au Mourillon, musée d'Art de Toulon.